# 纳拉耶纳瓦纳姆
纳拉耶纳瓦纳姆（Narayanavanam），是印度安得拉邦Chittoor县的一个城镇。总人口10965（2001年）。

## 人口
该地2001年总人口10965人，其中男性5515人，女性5450人；0—6岁人口1437人，其中男757人，女680人；识字率71.72%，其中男性为80.49%，女性为62.84%。